# Powiat Wejherowski
Der Powiat Wejherowski (kaschubisch Wejrowsczi kréz) ist ein Powiat (Kreis) in der polnischen Woiwodschaft Pommern. Der Powiat hat eine Fläche von 1279,84 km², auf der etwa 210.000 Einwohner leben.

## Geschichte
Der Powiat entstand 1920 mit Bildung der Woiwodschaft Pommerellen als Fortführung des 1818 eingerichteten westpreußischen Kreises Neustadt ohne die an Pommern (u. a. Prüssau) und die Freie Stadt Danzig (Zoppot) übergegangenen Gemeinden. 1928 ging der Powiat im neuen Powiat morski (Meereskreis) auf, wobei Wejherowo (Weyersfrei) Sitz der Verwaltung blieb. Unter deutscher Besatzung musste der Powiat Morski alle Amtshandlungen einstellen. Das Dritte Reich annektierte das Powiatgebiet einseitig ohne völkerrechtliche Anerkennung und bildete einen besatzungsamtlichen Landkreis Neustadt. Nach Ende der Besatzung konnte der Powiat Morski wieder die Amtsgeschäfte aufnehmen. 1951 wurde der Powiat Morski aufgeteilt in die Powiate Putzig (Pucki) und Wejherowo (Wejherowski), in anderen Grenzen als 1920, welch letzterer seinen Amtssitz wieder in Wejherowo hat. 1975 wurde der Powiat, wie alle Powiate, pro forma eine Selbstverwaltungseinheit, jedoch eingebunden in das realsozialistische Regime, aufgelöst. An seine Stelle trat ein Rayonsamt (urząd rejonowy). Rayonsämter stellten keine Selbstverwaltungsorgane dar, sondern erfüllten Aufgaben und Zuständigkeiten der Regierungsverwaltung. 1999 erstand der Powiat wieder.

## Städte und Gemeinden
Der Powiat umfasst zehn Gemeinden, davon
drei Stadtgemeinden;
- Reda (Rheda)
- Rumia (Rahmel)
- Wejherowo (Neustadt in Westpreußen)

und sieben Landgemeinden;
- Choczewo (Chottschow)
- Gniewino (Gnewin)
- Linia (Linde)
- Luzino (Lusin, Lintzau)
- Łęczyce (Lanz)
- Szemud (Schönwalde)
- Wejherowo

## Nachbarpowiate
|                           | Ostsee                                      | Powiat Pucki Putzig |
| Powiat Lęborski Lauenburg | Kompassrose, die auf Nachbargemeinden zeigt | Gdynia Gdingen      |
|                           | Powiat Kartuski Karthaus                    |                     |

## Partnerschaften
- Landkreis Helmstedt, Deutschland (seit 2003)[2]

## Starosten
Folgende Personen leiteten als Starosten den Powiat.
- 1920–1922 Wojciech Lemańczyk
- 1922–1926 Alfons Chmielecki
- 1926–1927 Leon Ossowski
- 1928–1951 existierte der Powiat nicht
- 1952–1956 Konrad Szymikowski
- 1956–1961 Bernard Szczęsny
- 1961–1968 Bronisław Rocławski
- 1968–1970 Wojciech Elke
- 1970–1973 Stanisław Żukowski
- 1973–1975 Henryk Pauli
- 1975–1999 existierte der Powiat nicht
- 1999–2002 Grzegorz Szalewski
- 2002–2014 Józef Reszke
- seit 2014 Gabriela Lisius